# Резолюция Совета Безопасности ООН 292
Резолюция Совета Безопасности ООН 292 — резолюция Совета Безопасности ООН, принятая в связи с заявлением Бутана о приёме его в члены ООН, в которой Совет Безопасности единогласно рекомендовал Генеральной Ассамблее ООН принять Бутан в члены ООН.

## Предыстория
На протяжении десятилетий c 1949 года до 1971 года внешние интересы Бутана представляла Индия согласно договору между Индией и Бутаном (с 1910 года по 1949 год аналогичный договор действовал между Бутаном и Британской Индией (Великобританией)), поэтому у Бутана не было необходимости вступать в ООН. Однако стремление обрести полноценный статус независимого государства и представлять свою собственную позицию на международной арене привело к желанию Бутана вступить в ООН. Индия поддержала Бутан в этом, однако по вопросам, имеющим важное значение для Индии, Бутан обязался голосовать так же, как Индия.
Принимая решение о вступлении в члены ООН, Бутан не имел дипломатических отношений ни с одним из государств-членов Совета Безопасности ООН.
В 1969 и 1970 годах представители правительства Бутана, в том числе принц (единокровный брат Короля Бутана, Паро — пенлоп) Намгъял Вангчук (англ. Namgyal Wangchuk), присутствовали на сессиях Генеральной Ассамблеи ООН. На 25 сессии Генеральной Ассамблеи ООН Бутан выразил желание подать заявление о членстве в ООН. После этого специальная делегация под руководством принца Вангчука провела переговоры с делегациями многих государств.
10 декабря 1970 года Король Бутана направил на имя Генерального секретаря ООН письмо, которое было получено 21 декабря 1970 года и зарегистрировано 22 декабря 1970 года как документ S/10050, который был распространён в тот же день. В своём письме Король Бутана Джигме Дорджи Вангчук от имени правительства Бутана обратился с просьбой о приёме Бутана в Организацию Объединённых Наций. Далее в письме говорилось о том, что правительство Бутана, одобряя цели и принципы ООН, принимает обязательства, возлагаемые на членов ООН и обязуется их выполнять. Третьим пунктом письма подчёркивалось, что правительство и народ Бутана знают о ценности ООН для малых и развивающихся стран, поэтому считают важным членство в этой организации.

## Заседания Совета Безопасности ООН № 1565 и Комитета Совета безопасности по приему новых членов
9 февраля 1971 года на 1565 заседании Совета Безопасности ООН Председатель Совета Безопасности официально передал письмо Бутана (документ S/10050) на рассмотрение Комитета Совета безопасности по приему новых членов. (Передача вопроса о приёме новых членов для предварительного рассмотрения данным Комитетом производилась впервые — до этого периода заявления государств о приёме в члены ООН рассматривались сразу на заседании Совета Безопасности.). В этот же день состоялось заседание указанного Комитета, который в своём докладе рекомендовал Совету Безопасности принять резолюцию о рекомендации Генеральной Ассамблее ООН принять Бутан в члены ООН.

## Заседание Совета Безопасности ООН № 1566
10 февраля 1971 года состоялось заседание Совета Безопасности ООН № 1566, на котором помимо постоянных и временных членов Совета Безопасности присутствовали представители Индии и Пакистана, которые в своих письмах (№ S/10110 и № S/10112 соответственно) попросили разрешения участвовать в заседании Совета Безопасности по вопросу принятия Бутана в члены ООН (согласно сложившейся практике им было разрешено принять участие в прениях без права голоса и они были приглашены на заседание Совета).
В начале заседания было произведено единогласное голосование по резолюции, затем выступили представители от государств. Каждый из выступавших на заседании приветствовал вступление Бутана в ООН. Многие выступавшие старались подчеркнуть те связи, которые существуют между их странами и Бутаном, или рассказывали о том, что они знают о Бутане, или какие выводы они сделали из письма короля Бутана.
Представитель Бутана подчеркнул тесные дружеские отношения его государства с Индией и выразил удовлетворение тем, что Бутан (который, согласно договорённости между ним и Индией, согласился руководствоваться советами Индии во внешних отношениях) последовал совету Индии вступить в члены ООН. В своём выступлении, ссылаясь на статью Берта Керра Тодда «Бутан — страна огненного дракона» (англ. «Bhutan, land of the thunder dragon»), напечатанную в декабрьском номере журнала «National Geographic» за 1952 год, представитель Индии говорил о богатстве и разнообразии прекрасной природы Бутана, обаянии и великодушии бутанцев, которые стремятся быть в стороне от суеты и тревог, беспокоящих остальной мир.
Представитель Соединённого Королевства сэр Колин Кроу, говоря о народе Бутана, привёл слова английского дипломатического агента Джорджа Богля, одного из первых европейцев, посетивших Бутан в 1774 году: «Простота их образа жизни, их легкость общения с иностранцами и сильное религиозное чувство оберегают народ Бутана от многих пороков, которыми страдают более цивилизованные народы. Им чужды ложь и неблагодарность».
Представитель Франции господин Жак Костюшко-Моризе, вспомнив бутанскую пословицу «когда бутанец вынимает меч, содрогается вся округа», выразил уверенность, что Бутан — миролюбивое государство.
Представитель Японии, говоря о постепенном отказе Бутана от изоляции, вспоминал о посещении Японии в 1969 году Королевой Бутана Кесанг Вангчук, а также о визитах представителей правительства Бутана во время международных мероприятий в 1969—1970 гг. (заместителя министра внутренних дел Бутана г-на Дендука Фунтшо (англ. Dhenduk Phuntsho) во время проведения выставки «Экспо-70» и министра развития г-на Дава Фунтсока (англ. Dawa Phuntsok) во время проведения шестнадцатого конгресса Всемирного почтового союза).
Представитель Италии напомнил, что первыми сведениями о Бутане страны запада обязаны двум иезуитским священникам, которых послали в Бутан руководители Ордена Иезуитов (см.Каселла, Эстеван и Кабрал, Жуан).
Происутствующие представители других государств (в том числе представители Китая (в лице Китайской Республики) и Пакистана) в своих выступлениях тоже выразили глубокое удовлетворение и поддержку решения Совета Безопасности.

## Дальнейшие события
Получив рекомендацию Совета Безопасности, Генеральная Ассамблея ООН 21 сентября 1971 года на 26 сессии (1934-е пленарное заседание) постановила в своей резолюции принять Бутан в члены Организации Объединённых Наций. Бутан стал 128-м членом ООН.

## Последствия
Бутан праздновал своё вступление в ООН, так как это событие стало символом подлинной независимости Бутана как государства. Выполняя свои обязательства перед Индией, Бутан всегда голосовал в ООН так же, как Индия по вопросам, касающимся Южной Азии, и по вопросам нераспространения ядерного оружия. По вопросам проблем малых развивающихся стран или стран, не имеющих выхода к морю, Бутан голосовал независимо от Индии. Членство Бутана в ООН также открыло новые возможности для двусторонней и многосторонней помощи Бутану.